# Rejon anadyrski
Rejon anadyrski (ros. Анадырский район) – rejon w północno-wschodniej Rosji, w południowej części Czukockiego Okręgu Autonomicznego. Siedzibą administracyjną jest Anadyr, który nie wchodzi w skład rejonu.